# Юнаковский, Вадим Семёнович
Вадим Семёнович Юнаковский (наст. Иванов; 5 июня 1898 — 28 февраля 1978) — советский российский киновед, сценарист. Доктор искусствоведения (1968), профессор (1971).

## Биография
Родился 5 июня 1898 года в селе Шестаково, Бобровский уезд, Воронежская губерния. В 1927 году окончил режиссёрский факультет Государственного техникума кинематографии. Дебютировал как сценарист в 1925 году с фильмом «Петухи» (режиссёр Пётр Малахов).
Работал в Одесском кинотехникуме (1925—1928). В УССР по собственному сценарию поставил фильм «Мельница на опушке» (1928, Первая кинофабрика, Одесский государственный кинотехникум ВУФКУ), учебно-экспериментальный фильм «Вырванная страница» (1929, в соавторстве, Первая кинофабрика ВУФКУ), «Месть» (1933, совместно с Л. Пасынковым).
С 1930 года с перерывами преподавал на кафедре кинодраматургии Всесоюзного государственного института кинематографии (профессор с 1971 года). Один из его учеников — российский сценарист и драматург Александр Володин.
Автор таких книг и исследований, как «Построение киносценария» (1940), «Композиция киносценария» (1960), «Сценарное мастерство» (1964). Исследовал вопросы сценарного творчества, анализировал различные формы киносценария. Был членом Союза кинематографистов СССР.
Умер 28 февраля 1978 года в Москве. Похоронен на Ваганьковском кладбище.

## Награды
- Орден «Знак Почёта» (14 апреля 1944 года) — за успешную работу в области советской кинематографии в дни Отечественной войны и выпуск высокохудожественных кинокартин[4].